# Земля Підгаєцька
Земля Підгаєцька — громадсько-політична газета колишньої Підгаєчинни, тижневик.

## Відомості
Виходить від серпня 1992 року на 4 сторінках раз на тиждень.

## Редактори
- Г. Теліщук,
- І. Даньків,
- О. Крегель (з 1998).